# Лотар Маттеус
Ло́тар Герберт Матте́ус (нім. Lothar Herbert Matthäus; нар. 21 березня 1961, Ерланген) — колишній німецький футболіст, захисник та півзахисник. Гравець збірної Німеччини з футболу. 1990 року він став гравцем року в Німеччині і в Європі після того, як привів свою збірну до перемоги на чемпіонаті світу 1990 року. Через рік він був визнаний найкращим гравцем року у світі. Рекордсмен за кількістю матчів, проведених у складі національної збірної (150). Після завершення ігрової кар'єри зайнятий тренерською діяльністю.

## Кар'єра

### Гравець

Матеус у формі «Інтера» в сезоні 1991/92

Маттеус народився в Ерлангені, Баварія. На початку своєї кар'єри він грав на позиції півзахисника, перш ніж перейти на позицію ліберо.
Він брав участь у п'яти чемпіонатах світу (1982, 1986, 1990, 1994, 1998) — більше, ніж будь-який інший польовий гравець, і, як і раніше, є рекордсменом за кількістю матчів, зіграних у фінальній частини чемпіонату (25 ігор). Він виграв чемпіонат Європи 1980 року, а також брав участь у чемпіонатах 1984, 1988 та 2000 років. Маттеус входить до ФІФА 100 — список з 125-ти найкращих футболістів, складений Пеле.
Його професійна кар'єра почалася 1979 року в клубі Боруссія (Менхенгладбах), за який він грав до 1984 року. Маттеус також грав за Баварію (Мюнхен) (1984—1988 та 1992—2000), Інтер Мілан (1988—1992) (вигравши скудетто 1989 року) і Метростарз 2000 року.

### Тренер
Розпочав тренерську кар'єру невдовзі по завершенні кар'єри гравця, 2001 року, очоливши тренерський штаб клубу «Рапід» (Відень).
2002 року став головним тренером команди «Партизан», тренував белградську команду один рік.
Згодом протягом 2004–2005 років очолював тренерський штаб збірної Угорщини.
2006 року прийняв пропозицію попрацювати у клубі «Атлетіку Паранаенсе». Залишив команду з Куритиби 2006 року.
Протягом одного року, починаючи з 2009, був головним тренером команди «Расинг» (Авельянеда).
Протягом тренерської кар'єри також очолював команду клубу «Маккабі» (Нетанья), а також входив до тренерського штабу клубу «Ред Булл».
21 вересня 2010 року призначений на пост головного тренера збірної Болгарії. Контракт підписаний за схемою «1+2».
19 вересня 2011 року німецький наставник був звільнений зі свого поста після двох поспіль поразок з загальним рахунком 1:6.

## Досягнення

### Як гравець
- Чемпіон світу: 1990
- Віце-чемпіон світу: 1982, 1986
- Чемпіон Європи: 1980
- Чемпіон Німеччини: 1985, 1986, 1987, 1994, 1997, 1999, 2000
- Володар Кубка Німеччини: 1986, 1998, 2000
- Володар Кубка німецької ліги: 1997, 1998, 1999
- Володар Суперкубка Німеччини: 1987
- Чемпіон Італії: 1989
- Володар Кубка УЄФА: 1991, 1996
- Володар Золотого м'яча: 1990
- Найкращий футболіст за версією журналу «Світовий футбол»: 1990
- Гравець року ФІФА: 1991
- Входить в список ФІФА 100

### Як тренер
- Чемпіон Сербії і Чорногорії (2003)

## Статистика

### Статистика клубних виступів
| Сезон                | Команда                    | Чемпіонат            | Чемпіонат | Чемпіонат | Національні кубки | Національні кубки | Національні кубки | Континентальні кубки | Континентальні кубки | Континентальні кубки | Усього | Усього |
| Сезон                | Команда                    | Т                    | І         | Г         | Т                 | І                 | Г                 | Т                    | І                    | Г                    | І      | Г      |
| -------------------- | -------------------------- | -------------------- | --------- | --------- | ----------------- | ----------------- | ----------------- | -------------------- | -------------------- | -------------------- | ------ | ------ |
| 1979–80              | «Боруссія» (Менхенгладбах) | БЛ                   | 28        | 4         | КН                | 2                 | 0                 | КУ                   | 11                   | 2                    | 41     | 6      |
| 1980–81              | «Боруссія» (Менхенгладбах) | БЛ                   | 33        | 10        | КН                | 5                 | 2                 | -                    | -                    | -                    | 38     | 12     |
| 1981–82              | «Боруссія» (Менхенгладбах) | БЛ                   | 33        | 3         | КН                | 5                 | 4                 | КУ                   | 4                    | 1                    | 42     | 8      |
| 1982–83              | «Боруссія» (Менхенгладбах) | БЛ                   | 34        | 8         | КН                | 5                 | 2                 | -                    | -                    | -                    | 39     | 10     |
| 1983–84              | «Боруссія» (Менхенгладбах) | БЛ                   | 34        | 11        | КН                | 6                 | 4                 | -                    | -                    | -                    | 40     | 15     |
| Усього за «Боруссію» | Усього за «Боруссію»       | Усього за «Боруссію» | 162       | 36        |                   | 23                | 12                |                      | 15                   | 3                    | 200    | 51     |
| 1984–85              | «Баварія» (Мюнхен)         | БЛ                   | 33        | 16        | КН                | 6                 | 0                 | КК                   | 5                    | 1                    | 44     | 17     |
| 1985–86              | «Баварія» (Мюнхен)         | БЛ                   | 23        | 10        | КН                | 5                 | 2                 | КЧ                   | 3                    | 0                    | 31     | 12     |
| 1986–87              | «Баварія» (Мюнхен)         | БЛ                   | 31        | 17        | КН                | 3                 | 1                 | КЧ                   | 7                    | 4                    | 41     | 22     |
| 1987–88              | «Баварія» (Мюнхен)         | БЛ                   | 26        | 17        | КН                | 4                 | 3                 | КЧ                   | 4                    | 1                    | 34     | 21     |
| 1988–89              | «Інтернаціонале» (Мілан)   | A                    | 32        | 9         | КІ                | 7                 | 3                 | КУ                   | 5                    | 0                    | 44     | 12     |
| 1989–90              | «Інтернаціонале» (Мілан)   | A                    | 25        | 11        | КІ                | 2                 | 2                 | КЧ                   | 2                    | 0                    | 29     | 13     |
| 1990–91              | «Інтернаціонале» (Мілан)   | A                    | 31        | 16        | КІ                | 3                 | 1                 | КУ                   | 12                   | 6                    | 46     | 23     |
| 1991–92              | «Інтернаціонале» (Мілан)   | A                    | 27        | 4         | КІ                | 5                 | 1                 | КУ                   | 2                    | 0                    | 34     | 5      |
| Усього за «Інтер»    | Усього за «Інтер»          | Усього за «Інтер»    | 115       | 40        |                   | 17                | 7                 |                      | 21                   | 6                    | 153    | 53     |
| 1992–93              | «Баварія» (Мюнхен)         | БЛ                   | 28        | 8         | КН                | 0                 | 0                 | -                    | -                    | -                    | 28     | 8      |
| 1993–94              | «Баварія» (Мюнхен)         | БЛ                   | 33        | 8         | КН                | 3                 | 1                 | КУ                   | 4                    | 1                    | 40     | 10     |
| 1994–95              | «Баварія» (Мюнхен)         | БЛ                   | 16        | 5         | КН СН             | 2 1               | 0                 | ЛЧ                   | 6                    | 0                    | 25     | 5      |
| 1995–96              | «Баварія» (Мюнхен)         | БЛ                   | 19        | 1         | КН                | 0                 | 0                 | КУ                   | 7                    | 0                    | 26     | 1      |
| 1996–97              | «Баварія» (Мюнхен)         | БЛ                   | 28        | 1         | КН                | 3                 | 0                 | КУ                   | 2                    | 0                    | 33     | 1      |
| 1997–98              | «Баварія» (Мюнхен)         | БЛ                   | 25        | 3         | КН КНЛ            | 3 2               | 0                 | ЛЧ                   | 5                    | 0                    | 35     | 3      |
| 1998–99              | «Баварія» (Мюнхен)         | БЛ                   | 25        | 1         | КН КНЛ            | 5 2               | 0                 | ЛЧ                   | 12                   | 1                    | 44     | 2      |
| 1999–00              | «Баварія» (Мюнхен)         | БЛ                   | 15        | 1         | КН КНЛ            | 2                 | 0                 | ЛЧ                   | 9                    | 0                    | 26     | 1      |
| Усього за «Баварію»  | Усього за «Баварію»        | Усього за «Баварію»  | 302       | 85        |                   | 43                | 7                 |                      | 64                   | 8                    | 408    | 100    |
| 2000                 | «Нью-Йорк»                 | МЛС                  | 16        | 0         | ВК КМ             | 2 5               | 0                 | -                    | -                    | -                    | 23     | 0      |
| Усього за кар'єру    | Усього за кар'єру          | Усього за кар'єру    | 595       | 161       |                   | 88                | 19                |                      | 100                  | 17                   | 782    | 204    |

### Статистика виступів за збірну
| Дата       | Місто                | Господарі         | Результат             | Гості             | Турнір                | Голи | Примітки  |
| ---------- | -------------------- | ----------------- | --------------------- | ----------------- | --------------------- | ---- | --------- |
| 14-6-1980  | Неаполь              | ФРН               | 3 – 2                 | Нідерланди        | ЧЄ 1980 - 1-й етап    | -    | 73'       |
| 18-11-1981 | Дортмунд             | ФРН               | 8 – 0                 | Албанія           | Відбір до ЧС 1982     | -    | 60'       |
| 17-2-1982  | Ганновер             | ФРН               | 3 – 1                 | Португалія        | товариський матч      | -    | 60'       |
| 21-3-1982  | Ріо-де-Жанейро       | Бразилія          | 1 – 0                 | ФРН               | товариський матч      | -    |           |
| 24-3-1982  | Буенос-Айрес         | Аргентина         | 1 – 1                 | ФРН               | товариський матч      | -    |           |
| 14-4-1982  | Кельн                | ФРН               | 2 – 1                 | Чехословаччина    | товариський матч      | -    |           |
| 12-5-1982  | Осло                 | Норвегія          | 2 – 4                 | ФРН               | товариський матч      | -    |           |
| 20-6-1982  | Хіхон                | ФРН               | 4 – 1                 | Чилі              | ЧС 1982 - 1-й етап    | -    | 61'       |
| 25-6-1982  | Хіхон                | ФРН               | 1 – 0                 | Австрія           | ЧС 1982 - 1-й етап    | -    | 66'       |
| 22-9-1982  | Мюнхен               | ФРН               | 0 – 0                 | Бельгія           | товариський матч      | -    |           |
| 13-10-1982 | Лондон               | Англія            | 1 – 2                 | ФРН               | товариський матч      | -    |           |
| 17-11-1982 | Белфаст              | Північна Ірландія | 1 – 0                 | ФРН               | Відбір до ЧЄ 1984     | -    | 72'       |
| 23-2-1983  | Лісабон              | Португалія        | 1 – 0                 | ФРН               | товариський матч      | -    | 46'       |
| 7-6-1983   | Люксембург           | Югославія         | 2 – 4                 | ФРН               | товариський матч      | -    | 46'       |
| 7-9-1983   | Будапешт             | Угорщина          | 1 – 1                 | ФРН               | товариський матч      | -    | 46'       |
| 5-10-1983  | Гельзенкірхен        | ФРН               | 3 – 0                 | Австрія           | Відбір до ЧЄ 1984     | -    | 73'       |
| 26-10-1983 | Берлін               | ФРН               | 5 – 1                 | Туреччина         | Відбір до ЧЄ 1984     | -    |           |
| 16-11-1983 | Гамбург              | ФРН               | 0 – 1                 | Північна Ірландія | Відбір до ЧЄ 1984     | -    |           |
| 20-11-1983 | Саарбрюккен          | ФРН               | 2 – 1                 | Албанія           | Відбір до ЧЄ 1984     | -    |           |
| 29-2-1984  | Брюссель             | Бельгія           | 0 – 1                 | ФРН               | товариський матч      | -    |           |
| 28-3-1984  | Ганновер             | ФРН               | 2 – 1                 | СРСР              | товариський матч      | -    |           |
| 18-4-1984  | Страсбург            | Франція           | 1 – 0                 | ФРН               | товариський матч      | -    |           |
| 22-5-1984  | Цюрих                | ФРН               | 1 – 0                 | Італія            | товариський матч      | -    | 46'       |
| 14-6-1984  | Страсбург            | Португалія        | 0 – 0                 | ФРН               | ЧЄ 1984 - 1-й етап    | -    | 67'       |
| 17-6-1984  | Ланс                 | ФРН               | 2 – 1                 | Румунія           | ЧЄ 1984 - 1-й етап    | -    |           |
| 20-6-1984  | Париж                | Іспанія           | 1 – 0                 | ФРН               | ЧЄ 1984 - 1-й етап    | -    |           |
| 12-9-1984  | Дюссельдорф          | ФРН               | 1 – 3                 | Аргентина         | товариський матч      | -    |           |
| 17-11-1984 | Кельн                | ФРН               | 2 – 0                 | Швеція            | Відбір до ЧС 1986     | -    |           |
| 16-12-1984 | Аттард               | Мальта            | 2 – 3                 | ФРН               | Відбір до ЧС 1986     | -    |           |
| 29-1-1985  | Гамбург              | ФРН               | 0 – 1                 | Угорщина          | товариський матч      | -    |           |
| 24-2-1985  | Оейраш               | Португалія        | 1 – 2                 | ФРН               | Відбір до ЧС 1986     | -    |           |
| 17-4-1985  | Аугсбург             | ФРН               | 4 – 1                 | Болгарія          | товариський матч      | -    |           |
| 30-4-1985  | Прага                | Чехословаччина    | 1 – 5                 | ФРН               | Відбір до ЧС 1986     | 1    | 81'       |
| 12-6-1985  | Мехіко               | ФРН               | 0 – 3                 | Англія            | товариський матч      | -    |           |
| 15-6-1985  | Мехіко               | Мексика           | 2 – 0                 | ФРН               | товариський матч      | -    |           |
| 28-8-1985  | Москва               | СРСР              | 1 – 0                 | ФРН               | товариський матч      | -    |           |
| 5-2-1986   | Авелліно             | Італія            | 1 – 2                 | ФРН               | товариський матч      | 1    |           |
| 12-3-1986  | Франкфурт            | ФРН               | 2 – 0                 | Бразилія          | товариський матч      | -    |           |
| 9-4-1986   | Базель               | Швейцарія         | 0 – 1                 | ФРН               | товариський матч      | -    |           |
| 11-5-1986  | Бохум                | ФРН               | 1 – 1                 | Югославія         | товариський матч      | -    |           |
| 14-5-1986  | Дортмунд             | ФРН               | 3 – 1                 | Нідерланди        | товариський матч      | -    | 81'       |
| 4-6-1986   | Сантьяго-де-Керетаро | Уругвай           | 1 – 1                 | ФРН               | ЧС 1986 - 1-й етап    | -    | 70'       |
| 8-6-1986   | Сантьяго-де-Керетаро | ФРН               | 2 – 1                 | Шотландія         | ЧС 1986 - 1-й етап    | -    |           |
| 13-6-1986  | Сантьяго-де-Керетаро | Данія             | 2 – 0                 | ФРН               | ЧС 1986 - 1-й етап    | -    |           |
| 17-6-1986  | Сан-Ніколас          | Марокко           | 0 – 1                 | ФРН               | ЧС 1986 - 1/8 фіналу  | 1    |           |
| 21-6-1986  | Сан-Ніколас          | ФРН               | 0 – 0 д.ч. (4-1 п.п.) | Мексика           | ЧС 1986 - чвертьфінал | -    |           |
| 25-6-1986  | Гвадалахара          | Франція           | 0 – 2                 | ФРН               | ЧС 1986 - півфінал    | -    |           |
| 29-6-1986  | Мехіко               | Аргентина         | 3 – 2                 | ФРН               | ЧС 1986 - Фінал       | -    |           |
| 29-10-1986 | Відень               | Австрія           | 4 – 1                 | ФРН               | товариський матч      | -    | 63'       |
| 25-3-1987  | Тель-Авів-Яфо        | Ізраїль           | 0 – 2                 | ФРН               | товариський матч      | 1    |           |
| 18-4-1987  | Кельн                | ФРН               | 0 – 0                 | Італія            | товариський матч      | -    |           |
| 12-8-1987  | Берлін               | ФРН               | 2 – 1                 | Франція           | товариський матч      | -    |           |
| 18-11-1987 | Будапешт             | Угорщина          | 0 – 0                 | ФРН               | товариський матч      | -    | 46'       |
| 12-12-1987 | Бразиліа             | Бразилія          | 1 – 1                 | ФРН               | товариський матч      | -    |           |
| 16-12-1987 | Буенос-Айрес         | Аргентина         | 1 – 0                 | Бразилія          | товариський матч      | -    |           |
| 31-08-1988 | Гельсінкі            | Фінляндія         | 0 – 4                 | ФРН               | Відбір до ЧС 1990     | -    |           |
| 02-04-1988 | Берлін               | ФРН               | 1 – 0                 | Аргентина         | товариський матч      | 1    |           |
| 27-04-1988 | Кайзерслаутерн       | ФРН               | 1 – 0                 | Швейцарія         | товариський матч      | -    |           |
| 04-06-1988 | Бремен               | ФРН               | 1 – 1                 | Югославія         | товариський матч      | 1    |           |
| 10-06-1988 | Дюссельдорф          | ФРН               | 1 – 1                 | Італія            | ЧЄ 1988 - 1-й етап    | -    |           |
| 14-06-1988 | Гельзенкірхен        | ФРН               | 2 – 0                 | Данія             | ЧЄ 1988 - 1-й етап    | -    |           |
| 17-06-1988 | Мюнхен               | ФРН               | 2 – 0                 | Іспанія           | ЧЄ 1988 - 1-й етап    | -    |           |
| 21-06-1988 | Гамбург              | ФРН               | 1 – 2                 | Нідерланди        | ЧЄ 1988 - півфінал    | 1    |           |
| 31-08-1988 | Гельсінкі            | Фінляндія         | 0 – 4                 | ФРН               | Відбір до ЧС 1990     | 1    |           |
| 19-10-1988 | Мюнхен               | ФРН               | 0 – 0                 | Нідерланди        | Відбір до ЧС 1990     | -    |           |
| 22-03-1989 | Софія                | Болгарія          | 1 – 2                 | ФРН               | товариський матч      | -    |           |
| 26-04-1989 | Роттердам            | Нідерланди        | 1 – 1                 | ФРН               | Відбір до ЧС 1990     | -    |           |
| 04-10-1989 | Дортмунд             | ФРН               | 6 – 1                 | Фінляндія         | Відбір до ЧС 1990     | 1    |           |
| 28-02-1990 | Монпельє             | Франція           | 2 – 1                 | ФРН               | товариський матч      | -    |           |
| 25-04-1990 | Штутгарт             | ФРН               | 3 – 3                 | Уругвай           | товариський матч      | 1    |           |
| 26-05-1990 | Дюссельдорф          | ФРН               | 1 – 0                 | Чехословаччина    | товариський матч      | -    |           |
| 30-05-1990 | Гельзенкірхен        | ФРН               | 1 – 0                 | Данія             | товариський матч      | -    | 67'       |
| 10-06-1990 | Мілан                | ФРН               | 4 – 1                 | Югославія         | ЧС 1990 - 1-й етап    | 2    |           |
| 15-06-1990 | Мілан                | ФРН               | 5 – 1                 | ОАЕ               | ЧС 1990 - 1-й етап    | 1    |           |
| 19-06-1990 | Мілан                | ФРН               | 1 – 1                 | Колумбія          | ЧС 1990 - 1-й етап    | -    |           |
| 24-06-1990 | Мілан                | ФРН               | 2 – 1                 | Нідерланди        | ЧС 1990 - 1/8 фіналу  | -    |           |
| 01-07-1990 | Мілан                | ФРН               | 1 – 0                 | Чехословаччина    | ЧС 1990 - чвертьфінал | 1    |           |
| 04-07-1990 | Турин                | ФРН               | 1 – 1 д.ч. (4-3 п.п.) | Англія            | ЧС 1990 - півфінал    | -    |           |
| 08-07-1990 | Рим                  | ФРН               | 1 – 0                 | Аргентина         | ЧС 1990 - Фінал       | -    | 3º titolo |
| 29-08-1990 | Лісабон              | Португалія        | 1 – 1                 | ФРН               | товариський матч      | 1    | 53'       |
| 10-10-1990 | Стокгольм            | Швеція            | 1 – 3                 | ФРН               | товариський матч      | -    |           |
| 31-10-1990 | Люксембург           | Люксембург        | 2 – 3                 | ФРН               | Відбір до ЧЄ 1992     | -    |           |
| Усього     |                      | Матчів            | 84                    |                   | Голів                 | 15   |           |

| Дата       | Місто              | Господарі         | Результат | Гості             | Турнір                | Голи | Примітки |
| ---------- | ------------------ | ----------------- | --------- | ----------------- | --------------------- | ---- | -------- |
| 19-12-1990 | Штутгарт           | Німеччина         | 4 – 0     | Швейцарія         | товариський матч      | 1    |          |
| 27-03-1991 | Франкфурт-на-Майні | Німеччина         | 2 – 1     | СРСР              | товариський матч      | 1    |          |
| 01-05-1991 | Ганновер           | Німеччина         | 1 – 0     | Бельгія           | Відбір до ЧЄ 1992     | 1    |          |
| 05-06-1991 | Кардіфф            | Уельс             | 1 – 0     | Німеччина         | Відбір до ЧЄ 1992     | -    | 46'      |
| 11-09-1991 | Лондон             | Англія            | 0 – 1     | Німеччина         | товариський матч      | -    |          |
| 16-10-1991 | Нюрнберг           | Німеччина         | 4 – 1     | Уельс             | Відбір до ЧЄ 1992     | -    |          |
| 20-11-1991 | Брюссель           | Бельгія           | 0 – 1     | Німеччина         | Відбір до ЧЄ 1992     | -    |          |
| 18-12-1991 | Леверкузен         | Німеччина         | 4 – 0     | Люксембург        | Відбір до ЧЄ 1992     | 1    |          |
| 25-03-1992 | Турин              | Італія            | 1 – 0     | Німеччина         | товариський матч      | -    |          |
| 14-10-1992 | Дрезден            | Німеччина         | 1 – 1     | Мексика           | товариський матч      | -    |          |
| 16-12-1992 | Порту-Алегрі       | Бразилія          | 3 – 1     | Німеччина         | товариський матч      | -    |          |
| 20-12-1992 | Монтевідео         | Уругвай           | 1 – 4     | Німеччина         | товариський матч      | -    |          |
| 24-03-1993 | Глазго             | Шотландія         | 0 – 1     | Німеччина         | товариський матч      | -    | 88'      |
| 14-04-1993 | Бохум              | Німеччина         | 6 – 1     | Гана              | товариський матч      | -    | 84'      |
| 10-06-1993 | Вашингтон          | Німеччина         | 3 – 3     | Бразилія          | USA Cup               | -    |          |
| 13-06-1993 | Чикаго             | США               | 3 – 4     | Німеччина         | USA Cup               | -    |          |
| 19-06-1993 | Детройт            | Німеччина         | 2 – 1     | Англія            | USA Cup               | -    |          |
| 22-9-1993  | Туніс              | Туніс             | 1 – 1     | Німеччина         | товариський матч      | -    |          |
| 13-10-1993 | Карлсруе           | Німеччина         | 5 – 0     | Уругвай           | товариський матч      | -    |          |
| 17-11-1993 | Кельн              | Німеччина         | 2 – 1     | Бразилія          | товариський матч      | -    |          |
| 15-12-1993 | Маямі              | Німеччина         | 1 – 2     | Аргентина         | товариський матч      | -    |          |
| 18-12-1993 | Сан-Франциско      | США               | 0 – 3     | Німеччина         | товариський матч      | -    |          |
| 22-12-1993 | Мехіко             | Мексика           | 0 – 0     | Німеччина         | товариський матч      | -    |          |
| 23-03-1994 | Штутгарт           | Німеччина         | 2 – 1     | Італія            | товариський матч      | -    |          |
| 27-04-1994 | Абу-Дабі           | ОАЕ               | 0 – 2     | Німеччина         | товариський матч      | -    | 46'      |
| 29-05-1994 | Ганновер           | Німеччина         | 0 – 2     | Ірландія          | товариський матч      | -    |          |
| 02-06-1994 | Відень             | Австрія           | 1 – 5     | Німеччина         | товариський матч      | -    | 85'      |
| 08-06-1994 | Торонто            | Канада            | 0 – 2     | Німеччина         | товариський матч      | -    |          |
| 17-06-1994 | Чикаго             | Німеччина         | 1 – 0     | Болівія           | ЧС 1994 - 1-й етап    | -    |          |
| 21-06-1994 | Чикаго             | Німеччина         | 1 – 1     | Іспанія           | ЧС 1994 - 1-й етап    | -    |          |
| 27-06-1994 | Даллас             | Німеччина         | 3 – 2     | Південна Корея    | ЧС 1994 - 1-й етап    | -    | 64'      |
| 02-07-1994 | Чикаго             | Німеччина         | 3 – 2     | Бельгія           | ЧС 1994 - 1/8 фіналу  | -    | 46'      |
| 10-07-1994 | Нью-Йорк           | Болгарія          | 2 – 1     | Німеччина         | ЧС 1994 - чвертьфінал | 1    |          |
| 07-09-1994 | Москва             | Росія             | 0 – 1     | Німеччина         | товариський матч      | -    |          |
| 12-10-1994 | Будапешт           | Угорщина          | 0 – 0     | Німеччина         | товариський матч      | -    | 46'      |
| 16-11-1994 | Тирана             | Албанія           | 1 – 2     | Німеччина         | Відбір до ЧЄ 1996     | -    |          |
| 14-12-1994 | Кишинів            | Молдова           | 0 – 3     | Німеччина         | Відбір до ЧЄ 1996     | 1    |          |
| 18-12-1994 | Кайзерслаутерн     | Німеччина         | 2 – 1     | Албанія           | Відбір до ЧЄ 1996     | 1    |          |
| 27-5-1998  | Гельсінкі          | Фінляндія         | 0 – 0     | Німеччина         | товариський матч      | -    |          |
| 30-5-1998  | Франкфурт          | Німеччина         | 3 – 1     | Колумбія          | товариський матч      | -    | 71'      |
| 5-6-1998   | Мангайм            | Німеччина         | 7 – 0     | Люксембург        | товариський матч      | -    | 46'      |
| 21-6-1998  | Ланс               | Німеччина         | 2 – 2     | Югославія         | ЧС 1998 - 1-й етап    | -    | 46'      |
| 25-6-1998  | Монпельє           | Німеччина         | 2 – 0     | Іран              | ЧС 1998 - 1-й етап    | -    |          |
| 29-6-1998  | Монпельє           | Німеччина         | 2 – 1     | Мексика           | ЧС 1998 - 1/8 фіналу  | -    |          |
| 4-7-1998   | Ліон               | Німеччина         | 0 – 3     | Хорватія          | ЧС 1998 - чвертьфінал | -    |          |
| 18-11-1998 | Гельзенкірхен      | Німеччина         | 1 – 1     | Нідерланди        | товариський матч      | -    | 70'      |
| 6-2-1999   | Джексонвілл        | США               | 3 – 0     | Німеччина         | товариський матч      | -    |          |
| 27-3-1999  | Белфаст            | Північна Ірландія | 0 – 3     | Німеччина         | Відбір до ЧЄ 2000     | -    | 46'      |
| 31-3-1999  | Нюрнберг           | Німеччина         | 2 – 0     | Фінляндія         | Відбір до ЧЄ 2000     | -    |          |
| 28-4-1999  | Бремен             | Німеччина         | 0 – 1     | Шотландія         | товариський матч      | -    |          |
| 4-6-1999   | Леверкузен         | Німеччина         | 6 – 1     | Молдова           | Відбір до ЧЄ 2000     | -    | 74'      |
| 24-7-1999  | Гвадалахара        | Бразилія          | 4 – 0     | Німеччина         | Кубок Конфедерацій    | -    |          |
| 28-7-1999  | Гвадалахара        | Німеччина         | 2 – 0     | Нова Зеландія     | Кубок Конфедерацій    | 1    | 71'      |
| 30-7-1999  | Гвадалахара        | США               | 2 – 0     | Німеччина         | Кубок Конфедерацій    | -    |          |
| 4-9-1999   | Гельсінкі          | Фінляндія         | 1 – 2     | Німеччина         | Відбір до ЧЄ 2000     | -    |          |
| 8-9-1999   | Дортмунд           | Німеччина         | 4 – 0     | Північна Ірландія | Відбір до ЧЄ 2000     | -    |          |
| 9-10-1999  | Мюнхен             | Німеччина         | 0 – 0     | Туреччина         | Відбір до ЧЄ 2000     | -    |          |
| 14-11-1999 | Осло               | Норвегія          | 0 – 1     | Німеччина         | товариський матч      | -    |          |
| 23-2-2000  | Амстердам          | Нідерланди        | 2 – 1     | Німеччина         | товариський матч      | -    |          |
| 29-3-2000  | Загреб             | Хорватія          | 1 – 1     | Німеччина         | товариський матч      | -    |          |
| 26-4-2000  | Кайзерслаутерн     | Німеччина         | 1 – 1     | Швейцарія         | товариський матч      | -    |          |
| 7-6-2000   | Фрайбург           | Німеччина         | 8 – 2     | Ліхтенштейн       | товариський матч      | -    | 46'      |
| 12-6-2000  | Льєж               | Німеччина         | 1 – 1     | Румунія           | ЧЄ 2000 - 1-й етап    | -    | 78'      |
| 17-6-2000  | Шарлеруа           | Англія            | 1 – 0     | Німеччина         | ЧЄ 2000 - 1-й етап    | -    |          |
| 20-6-2000  | Роттердам          | Португалія        | 3 – 0     | Німеччина         | ЧЄ 2000 - 1-й етап    | -    |          |
| Усього     |                    | Матчів            | 66        |                   | Голів                 | 8    |          |